# Sigalionidae
Sigalionidae é uma família de Polychaeta pertencente à ordem Phyllodocida.

## Géneros
Géneros:
- Anoplopisione Laubier, 1967
- Claparedepelogenia Pettibone, 1997
- Dayipsammolyce Pettibone, 1997